# (1481) Tübingia
(1481) Tübingia ist ein Asteroid des Hauptgürtels, der am 7. Februar 1938 von dem deutschen Astronomen Karl Wilhelm Reinmuth an der Landessternwarte Heidelberg-Königstuhl der Universität Heidelberg entdeckt wurde.
Der Asteroid ist nach der deutschen Stadt Tübingen benannt.